# Partenariat pour la paix
Pour les articles homonymes, voir PPP.
 (septembre 2023).

Carte des pays européens membres de l'OTAN, des autres pays impliqués dans le Partenariat pour la paix et des candidats à ce partenariat.
Membres européens de l'OTAN en 1994
Anciens membres du PPP aujourd'hui membres de l'OTAN
Membres du PPP
Candidats au PPP

Le Partenariat pour la paix (PPP) est une structure d'association libre bilatérale entre un État et l'Organisation du traité de l'Atlantique nord (OTAN), servant à impliquer dans une démarche commune de coopération militaire pacifique des pays ne souhaitant pas pour autant faire partie de l'OTAN.

## Document cadre
Le document cadre contient notamment les buts suivants :
- « développer des relations militaires de coopération avec l'OTAN » ;
- « se doter, à plus long terme, de forces plus en mesure d'opérer avec celles des membres de l'Alliance de l'Atlantique Nord » ;
- « mettre au point avec les autres États qui souscrivent au présent document un processus de planification et d'examen qui servira à déterminer et à évaluer les forces et les moyens que ces autres États pourraient mettre à disposition pour des activités de formation, des exercices et des opérations à caractère multinational menés de concert avec des forces de l'Alliance »[2].

## Signataires du document cadre pour le Partenariat pour la paix
Il est signé par 34 États entre le 26 janvier 1994 et le 14 décembre 2006.

### Membres actuels
- Arménie (5 octobre 1994)
- Autriche (1er février 1995)
- Azerbaïdjan (4 mai 1994)
- Biélorussie (11 janvier 1995) (suspendue depuis novembre 2021)
- Bosnie-Herzégovine (14 décembre 2006)
- Géorgie (23 mars 1994)
- Irlande (1er décembre 1999)
- Kazakhstan (27 mai 1994)
- Kirghizistan (1er juin 1994)
- Malte (26 avril 1995)
- Moldavie (16 mars 1994)
- Russie (22 juin 1994) (actuellement suspendue)
- Serbie (14 décembre 2006)
- Suisse (11 décembre 1996)
- Tadjikistan (20 février 2002)
- Turkménistan (10 mai 1994)
- Ukraine (8 février 1994)
- Ouzbékistan (13 juillet 1994)

### Aspirants

#### Chypre
Chypre est le seul État membre de l'Union européenne qui n'est ni un membre de l'OTAN ni un membre du programme PPP. Le parlement chypriote a adopté une résolution en février 2011 en faveur de l'adhésion au PPP, mais le président Dimítris Khristófias a déclaré que cela entraverait ses tentatives de négocier la fin du différend chypriote et de démilitariser l'île,. La Turquie, membre à part entière de l'OTAN, opposera probablement son veto à toute tentative de Chypre de s'engager avec l'OTAN jusqu'à ce que le différend soit résolu. Le président Níkos Anastasiádis a publiquement soutenu l'adhésion de Chypre au PPP, bien que son ministre des Affaires étrangères et successeur Níkos Christodoulídis ait rejeté l'idée, préférant conserver les affaires étrangères et de défense dans le cadre de l'Union européenne.

#### Kosovo
Le Kosovo a décrit l'adhésion au PPP comme un objectif tactique et stratégique du gouvernement. Le Kosovo a soumis une demande d'adhésion au programme PPP en juillet 2012. Cependant, quatre États membres de l'OTAN — la Grèce, la Roumanie, l'Espagne et la Slovaquie — ne reconnaissent pas l'indépendance du Kosovo et ont menacé de bloquer leur participation au programme,. Pour être éligible à l'adhésion, les Forces armées kosovares doivent être établies.

### Anciens pays membres
- Membres de plein droit de l'OTAN depuis le 12 mars 1999 :
  -  Hongrie (8 février 1994)
  -  Pologne (2 février 1994)
  -  Tchéquie (10 mars 1994)

- Membres de plein droit de l'OTAN depuis le 29 mars 2004 :
  -  Bulgarie (14 février 1994)
  -  Estonie (3 février 1994)
  -  Lettonie (14 février 1994)
  -  Lituanie (27 janvier 1994)
  -  Roumanie (26 janvier 1994)
  -  Slovaquie (9 février 1994)
  -  Slovénie (30 mars 1994)

- Membres de plein droit de l'OTAN depuis le 1er avril 2009 :
  -  Albanie (23 février 1994)
  -  Croatie (25 mai 2000)

- Membre de plein droit de l'OTAN depuis le 5 juin 2017 :
  -  Monténégro (14 décembre 2006)

- Membre de plein droit de l'OTAN depuis le 27 mars 2020 :
  -  Macédoine du Nord (5 novembre 1995)

- Membre de plein droit de l'OTAN depuis le 4 avril 2023 :
  -  Finlande (9 mai 1994)

- Membre de plein droit de l'OTAN depuis le 7 mars 2024 :
  -  Suède (9 mai 1994)

| | |                    |                               |                                                                                   |                                                                                   | | |                                                         |                                                         |                                          |                                          |                                                                                           |                                                                                           |                                                                                           |
| \| \| États membres \| \| Plan d'action pour l'adhésion \| \| Plan d'action individuel de partenariat \| \| Partenariat pour la paix \| \| Dialogue méditerranéen \| \| Initiative de coopération d'Istanbul \| \| Partenariat global \| \| \| Albanie Allemagne Belgique Bulgarie Canada Croatie Danemark Espagne Estonie États-Unis Finlande France Grèce Hongrie Islande Italie Lettonie Lituanie Luxembourg Macédoine du Nord Monténégro Norvège Pays-Bas Pologne Portugal Roumanie Royaume-Uni Slovaquie Slovénie Suède Tchéquie Turquie \| Albanie Allemagne Belgique Bulgarie Canada Croatie Danemark Espagne Estonie États-Unis Finlande France Grèce Hongrie Islande Italie Lettonie Lituanie Luxembourg Macédoine du Nord Monténégro Norvège Pays-Bas Pologne Portugal Roumanie Royaume-Uni Slovaquie Slovénie Suède Tchéquie Turquie \| Bosnie-Herzégovine \| Bosnie-Herzégovine \| Arménie Azerbaïdjan Bosnie-Herzégovine Géorgie Kazakhstan Moldavie Serbie Ukraine \| Arménie Azerbaïdjan Bosnie-Herzégovine Géorgie Kazakhstan Moldavie Serbie Ukraine \| Arménie Autriche Azerbaïdjan Biélorussie Bosnie-Herzégovine Géorgie Irlande Kazakhstan Kirghizistan Malte Moldavie Ouzbékistan Suisse Tadjikistan Turkménistan Ukraine \| Arménie Autriche Azerbaïdjan Biélorussie Bosnie-Herzégovine Géorgie Irlande Kazakhstan Kirghizistan Malte Moldavie Ouzbékistan Suisse Tadjikistan Turkménistan Ukraine \| Algérie Égypte Israël Jordanie Mauritanie Maroc Tunisie \| Algérie Égypte Israël Jordanie Mauritanie Maroc Tunisie \| Bahreïn Émirats arabes unis Koweït Qatar \| Bahreïn Émirats arabes unis Koweït Qatar \| Afghanistan Australie Colombie Corée du Sud Irak Japon Mongolie Nouvelle-Zélande Pakistan \| Afghanistan Australie Colombie Corée du Sud Irak Japon Mongolie Nouvelle-Zélande Pakistan \| Afghanistan Australie Colombie Corée du Sud Irak Japon Mongolie Nouvelle-Zélande Pakistan \| | |                    |                               |                                                                                   |                                                                                   | | |                                                         |                                                         |                                          |                                          |                                                                                           |                                                                                           |                                                                                           |
| | États membres |                    | Plan d'action pour l'adhésion |                                                                                   | Plan d'action individuel de partenariat                                           | | Partenariat pour la paix |                                                         | Dialogue méditerranéen                                  |                                          | Initiative de coopération d'Istanbul     |                                                                                           | Partenariat global                                                                        |                                                                                           |
| Albanie Allemagne Belgique Bulgarie Canada Croatie Danemark Espagne Estonie États-Unis Finlande France Grèce Hongrie Islande Italie Lettonie Lituanie Luxembourg Macédoine du Nord Monténégro Norvège Pays-Bas Pologne Portugal Roumanie Royaume-Uni Slovaquie Slovénie Suède Tchéquie Turquie | Albanie Allemagne Belgique Bulgarie Canada Croatie Danemark Espagne Estonie États-Unis Finlande France Grèce Hongrie Islande Italie Lettonie Lituanie Luxembourg Macédoine du Nord Monténégro Norvège Pays-Bas Pologne Portugal Roumanie Royaume-Uni Slovaquie Slovénie Suède Tchéquie Turquie | Bosnie-Herzégovine | Bosnie-Herzégovine            | Arménie Azerbaïdjan Bosnie-Herzégovine Géorgie Kazakhstan Moldavie Serbie Ukraine | Arménie Azerbaïdjan Bosnie-Herzégovine Géorgie Kazakhstan Moldavie Serbie Ukraine | Arménie Autriche Azerbaïdjan Biélorussie Bosnie-Herzégovine Géorgie Irlande Kazakhstan Kirghizistan Malte Moldavie Ouzbékistan Suisse Tadjikistan Turkménistan Ukraine | Arménie Autriche Azerbaïdjan Biélorussie Bosnie-Herzégovine Géorgie Irlande Kazakhstan Kirghizistan Malte Moldavie Ouzbékistan Suisse Tadjikistan Turkménistan Ukraine | Algérie Égypte Israël Jordanie Mauritanie Maroc Tunisie | Algérie Égypte Israël Jordanie Mauritanie Maroc Tunisie | Bahreïn Émirats arabes unis Koweït Qatar | Bahreïn Émirats arabes unis Koweït Qatar | Afghanistan Australie Colombie Corée du Sud Irak Japon Mongolie Nouvelle-Zélande Pakistan | Afghanistan Australie Colombie Corée du Sud Irak Japon Mongolie Nouvelle-Zélande Pakistan | Afghanistan Australie Colombie Corée du Sud Irak Japon Mongolie Nouvelle-Zélande Pakistan |

## Critiques et oppositions
Pour Jonathan Eyal, directeur du cercle de réflexion et d'influence Royal United Services Institute for Defence Studies de Londres, « le Partenariat pour la paix est l’écran de fumée derrière lequel l’on a pu occulter les divergences politiques internes d’une alliance (…) qui risquait de tomber dans l’insignifiance ; tôt ou tard le Congrès américain allait questionner le but d’une alliance militaire conçue contre un ennemi qui n’existe plus.»

### En Suisse
Le journal d'opinions Horizons et débats s'est opposé à l'intégration de la Suisse dans le PPP, qu'il qualifie de « terme forgé pour tromper l'opinion publique » et milite pour son retrait, qu'il juge indispensable en particulier depuis la guerre contre la Yougoslavie (Voir aussi : guerre du Kosovo) en 1999. L'Action pour une Suisse indépendante et neutre s'est prononcée contre le PPP lors de l'adhésion de la Suisse. Pour le Groupe pour une Suisse sans armée, le PPP n'est qu'un pas en direction d'une adhésion à l'OTAN.